# Kathedraal van Jaro
De Kathedraal van Jaro, ook wel de Jaro Metropolitan Cathedral and the National Shrine of Our Lady of the Candles, is een kathedraal in de Filipijnse stad Iloilo City. De kathedraal in het district Jaro is de zetel van het rooms-katholieke aartsbisdom Jaro. De aartsbisschop van Jaro is sinds 2000 Angel Lagdameo. De beschermheilige van de kathedraal is de Elisabeth van Thüringen